# 713 Luscinia
A 713 Luscinia (ideiglenes jelöléssel 1911 LS) egy kisbolygó a Naprendszerben. Joseph Helffrich fedezte fel 1911. április 18-án.